# Danh sách thí sinh tham gia Produce 101
Produce 101 là một chương trình thực tế sống còn của Hàn Quốc được phát sóng trên kênh Mnet bắt đầu từ ngày 22 tháng 1 đến ngày 1 tháng 4 năm 2016.
Trong tập thứ ba lên sóng ngày 5 tháng 2, có thông báo rằng ba thực tập sinh đã rời khỏi chương trình. Đó là Ma Eun-ji (Clear Company), Lim Hyo-sun (CMG Chorok Stars), Yim Kyung-ha (Astory Entertainment) và Kim Ha-yun (101 Doors) rời chương trình trong tập bốn vì lý do sức khỏe.

## Thí sinh

### Danh sách thí sinh
Tên chuyển tự Latinh được công bố trên trang web chính thức.
- Rời chương trình
- Bị loại ở tập 5
- Bị loại ở tập 8
- Bị loại ở tập 10
- Bị loại ở chung kết
- Thành viên của I.O.I

| Trực thuộc                              | Tên                           | Đánh giá của giám khảo | Đánh giá của giám khảo | Xếp hạng | Xếp hạng | Xếp hạng         | Xếp hạng         | Xếp hạng         | Xếp hạng         | Xếp hạng         | Xếp hạng         | Xếp hạng         | Xếp hạng         | Xếp hạng         | Xếp hạng         | Xếp hạng          |
| Trực thuộc                              | Tên                           | Đánh giá của giám khảo | Đánh giá của giám khảo | Tập 1    | Tập 2    | Tập 3            | Tập 5            | Tập 5            | Tập 6            | Tập 8            | Tập 8            | Tập 10           | Tập 10           | Tập 11           | Tập 11           | Kết quả cuối cùng |
| Trực thuộc                              | Tên                           | 1                      | 2                      | #        | #        | #                | #                | Bình chọn        | #                | #                | Bình chọn        | #                | Bình chọn        | #                | Bình chọn        | Kết quả cuối cùng |
| --------------------------------------- | ----------------------------- | ---------------------- | ---------------------- | -------- | -------- | ---------------- | ---------------- | ---------------- | ---------------- | ---------------- | ---------------- | ---------------- | ---------------- | ---------------- | ---------------- | ----------------- |
| Thực tập sinh tự do (개인 연습생)       | Kang Si-won (강시원)          | F                      | C                      | 46       | 45       | 39               | 39               | 56,224           | 29               | 36               | 206,504          | Bị loại ở tập 8  | Bị loại ở tập 8  | Bị loại ở tập 8  | Bị loại ở tập 8  | 36                |
| Thực tập sinh tự do (개인 연습생)       | Kim Min-jung (김민정)1        | D                      | F                      | 29       | 34       | 43               | 51               | 39,033           | 39               | 45               | 127,877          | Bị loại ở tập 8  | Bị loại ở tập 8  | Bị loại ở tập 8  | Bị loại ở tập 8  | 45                |
| Thực tập sinh tự do (개인 연습생)       | Kim Seo-kyoung (김서경)       | B                      | A                      | 34       | 43       | 45               | 30               | 72,474           | 22               | 27               | 300,125          | 30               | 6,871            | Bị loại ở tập 10 | Bị loại ở tập 10 | 30                |
| Thực tập sinh tự do (개인 연습생)       | Kim Si-hyeon (김시현)         | F                      | D                      | 22       | 30       | 36               | 35               | 60,090           | 37               | 40               | 150,271          | Bị loại ở tập 8  | Bị loại ở tập 8  | Bị loại ở tập 8  | Bị loại ở tập 8  | 40                |
| Thực tập sinh tự do (개인 연습생)       | Seong Hye-min (성혜민)        | D                      | F                      | 39       | 51       | 53               | 55               | 33,641           | 35               | 24               | 329,366          | 28               | 7,129            | Bị loại ở tập 10 | Bị loại ở tập 10 | 28                |
| &August Entertainment                   | Yoon Seo-hyeung (윤서형)      | F                      | D                      | 58       | 25       | 22               | 29               | 73,558           | 35               | 37               | 187,021          | Bị loại ở tập 8  | Bị loại ở tập 8  | Bị loại ở tập 8  | Bị loại ở tập 8  | 37                |
| 101 Doors                               | Kim Ha-yun (김하윤)           | F                      | -                      | 93       | 56       | Rời chương trình | Rời chương trình | Rời chương trình | Rời chương trình | Rời chương trình | Rời chương trình | Rời chương trình | Rời chương trình | Rời chương trình | Rời chương trình | 101               |
| 2able Company (투에이블 컴퍼니)         | Park Hae-young (박해영)       | A                      | B                      | 97       | 81       | 79               | 43               | 47,662           | 38               | 38               | 172,797          | Bị loại ở tập 8  | Bị loại ở tập 8  | Bị loại ở tập 8  | Bị loại ở tập 8  | 38                |
| Astory Entertainment (애스토리)         | Park Ga-eul (박가을)          | B                      | C                      | 87       | 100      | 75               | 46               | 41,873           | 51               | 52               | 103,784          | Bị loại ở tập 8  | Bị loại ở tập 8  | Bị loại ở tập 8  | Bị loại ở tập 8  | 52                |
| Astory Entertainment (애스토리)         | Yim Kyung-ha (임경하)2        | A                      | -                      | 88       | 48       | Rời chương trình | Rời chương trình | Rời chương trình | Rời chương trình | Rời chương trình | Rời chương trình | Rời chương trình | Rời chương trình | Rời chương trình | Rời chương trình | 100               |
| Blessing Entertainment (블레싱)         | Kim Do-hee (김도희)           | F                      | F                      | 48       | 68       | 70               | 81               | 21,485           | Bị loại ở tập 5  | Bị loại ở tập 5  | Bị loại ở tập 5  | Bị loại ở tập 5  | Bị loại ở tập 5  | Bị loại ở tập 5  | Bị loại ở tập 5  | 81                |
| Blessing Entertainment (블레싱)         | Kim Sol-ee (김솔이)           | F                      | D                      | 98       | 95       | 96               | 92               | 19,899           | Bị loại ở tập 5  | Bị loại ở tập 5  | Bị loại ở tập 5  | Bị loại ở tập 5  | Bị loại ở tập 5  | Bị loại ở tập 5  | Bị loại ở tập 5  | 92                |
| Blessing Entertainment (블레싱)         | Bang Joon-hee (방준희)        | F                      | C                      | 73       | 88       | 97               | 94               | 18,579           | Bị loại ở tập 5  | Bị loại ở tập 5  | Bị loại ở tập 5  | Bị loại ở tập 5  | Bị loại ở tập 5  | Bị loại ở tập 5  | Bị loại ở tập 5  | 94                |
| Blessing Entertainment (블레싱)         | Ahn Yu-mi (안유미)            | D                      | D                      | 92       | 98       | 90               | 63               | 27,793           | Bị loại ở tập 5  | Bị loại ở tập 5  | Bị loại ở tập 5  | Bị loại ở tập 5  | Bị loại ở tập 5  | Bị loại ở tập 5  | Bị loại ở tập 5  | 63                |
| Blessing Entertainment (블레싱)         | Oh Han-areum (오한아름)       | F                      | F                      | 66       | 85       | 92               | 83               | 21,245           | Bị loại ở tập 5  | Bị loại ở tập 5  | Bị loại ở tập 5  | Bị loại ở tập 5  | Bị loại ở tập 5  | Bị loại ở tập 5  | Bị loại ở tập 5  | 83                |
| Cani Star Entertainment (케니스타)      | Park Ha-yi (박하이)           | F                      | D                      | 43       | 50       | 50               | 54               | 34,459           | 45               | 51               | 106,057          | Bị loại ở tập 8  | Bị loại ở tập 8  | Bị loại ở tập 8  | Bị loại ở tập 8  | 51                |
| Chorokbaem Juna (초록뱀주나)            | Ng Sze Kai (응 씨 카이)3      | B                      | B                      | 53       | 52       | 19               | 17               | 176,067          | 21               | 28               | 298,495          | 23               | 14,138           | Bị loại ở tập 10 | Bị loại ở tập 10 | 23                |
| Chungchun Music (청춘뮤직)              | Kang Si-ra (강시라)4          | B                      | B                      | 42       | 60       | 62               | 59               | 29,703           | 61               | 29               | 290,109          | 16               | 26,526           | 22               | 40,759           | 22                |
| Clear Company (클리어 컴퍼니)           | Ma Eun-jin (마은진)5          | F                      | F                      | 65       | 36       | Rời chương trình | Rời chương trình | Rời chương trình | Rời chương trình | Rời chương trình | Rời chương trình | Rời chương trình | Rời chương trình | Rời chương trình | Rời chương trình | 98                |
| CMG Chorok Stars (CMG초록별)            | Lim Hyo-sun (임효선)6         | D                      | F                      | 54       | 38       | Rời chương trình | Rời chương trình | Rời chương trình | Rời chương trình | Rời chương trình | Rời chương trình | Rời chương trình | Rời chương trình | Rời chương trình | Rời chương trình | 99                |
| Cube Entertainment                      | Kwon Eun-bin (권은빈)7        | A                      | D                      | 10       | 10       | 12               | 16               | 179,721          | 15               | 25               | 310,972          | 35               | 2,353            | Bị loại ở tập 10 | Bị loại ở tập 10 | 35                |
| Cube Entertainment                      | Lee Youn-seo (이윤서)         | F                      | B                      | 18       | 21       | 29               | 38               | 56,821           | 58               | 59               | 73,702           | Bị loại ở tập 8  | Bị loại ở tập 8  | Bị loại ở tập 8  | Bị loại ở tập 8  | 59                |
| Cube Entertainment                      | Jeon So-yeon (전소연)         | A                      | A                      | 23       | 11       | 11               | 10               | 230,395          | 18               | 19               | 372,952          | 20               | 19,045           | 20               | 78,058           | 20                |
| DSP Media                               | Yoon Chae-kyung (윤채경)8     | D                      | C                      | 15       | 14       | 15               | 21               | 149,977          | 20               | 15               | 460,700          | 7                | 53,255           | 16               | 128,454          | 16                |
| DSP Media                               | Cho Shi-yoon (조시윤)8        | D                      | D                      | 21       | 15       | 17               | 27               | 102,110          | 41               | 41               | 146,681          | Bị loại ở tập 8  | Bị loại ở tập 8  | Bị loại ở tập 8  | Bị loại ở tập 8  | 41                |
| Duble Kick Company (더블킥 컴퍼니)      | Heo Chan-mi (허찬미)9         | A                      | B                      | 16       | 7        | 9                | 15               | 184,926          | 28               | 33               | 249,026          | 26               | 8,571            | Bị loại ở tập 10 | Bị loại ở tập 10 | 26                |
| ECUBE Media (이큐브 미디어)             | Kim Seol-a (김설아)10         | D                      | F                      | 91       | 80       | 86               | 82               | 21,394           | Bị loại ở tập 5  | Bị loại ở tập 5  | Bị loại ở tập 5  | Bị loại ở tập 5  | Bị loại ở tập 5  | Bị loại ở tập 5  | Bị loại ở tập 5  | 82                |
| Fantagio (판타지오)                     | Kim Do-yeon (김도연)          | B                      | A                      | 28       | 22       | 14               | 13               | 203,007          | 8                | 7                | 841,749          | 11               | 44,873           | 8                | 200,069          | 8                 |
| Fantagio (판타지오)                     | Lee Soo-min (이수민)          | F                      | A                      | 89       | 87       | 17               | 45               | 43,932           | 44               | 34               | 243,513          | 31               | 6,749            | Bị loại ở tập 10 | Bị loại ở tập 10 | 31                |
| Fantagio (판타지오)                     | Jung Hae-rim (정해림)         | C                      | C                      | 47       | 57       | 54               | 44               | 43,960           | 46               | 47               | 119,148          | Bị loại ở tập 8  | Bị loại ở tập 8  | Bị loại ở tập 8  | Bị loại ở tập 8  | 47                |
| Fantagio (판타지오)                     | Choi Yoo-jung (최유정)        | D                      | A                      | 11       | 13       | 8                | 3                | 392,773          | 2                | 2                | 1,286,447        | 3                | 128,004          | 3                | 438,778          | 3                 |
| Fantagio (판타지오)                     | Chu Ye-jin (추예진)           | F                      | F                      | 36       | 37       | 42               | 50               | 41,048           | 47               | 46               | 126,296          | Bị loại ở tập 8  | Bị loại ở tập 8  | Bị loại ở tập 8  | Bị loại ở tập 8  | 46                |
| FM Entertainment                        | Yun Yu-dam (윤유담)           | B                      | D                      | 79       | 99       | 76               | 95               | 18,206           | Bị loại ở tập 5  | Bị loại ở tập 5  | Bị loại ở tập 5  | Bị loại ở tập 5  | Bị loại ở tập 5  | Bị loại ở tập 5  | Bị loại ở tập 5  | 95                |
| Happy Face Entertainment (해피페이스)   | Kim Si-hyeon (김시현)         | F                      | B                      | 57       | 71       | 69               | 64               | 27,656           | Bị loại ở tập 5  | Bị loại ở tập 5  | Bị loại ở tập 5  | Bị loại ở tập 5  | Bị loại ở tập 5  | Bị loại ở tập 5  | Bị loại ở tập 5  | 64                |
| Happy Face Entertainment (해피페이스)   | Kim Woo-jung (김우정)         | B                      | C                      | 67       | 90       | 82               | 74               | 23,795           | Bị loại ở tập 5  | Bị loại ở tập 5  | Bị loại ở tập 5  | Bị loại ở tập 5  | Bị loại ở tập 5  | Bị loại ở tập 5  | Bị loại ở tập 5  | 74                |
| Happy Face Entertainment (해피페이스)   | Kim Ja-yeon (김자연)          | F                      | D                      | 99       | 97       | 84               | 86               | 20,932           | Bị loại ở tập 5  | Bị loại ở tập 5  | Bị loại ở tập 5  | Bị loại ở tập 5  | Bị loại ở tập 5  | Bị loại ở tập 5  | Bị loại ở tập 5  | 86                |
| Happy Face Entertainment (해피페이스)   | Kim Ji-sung (김지성)          | D                      | B                      | 77       | 84       | 66               | 68               | 26,566           | Bị loại ở tập 5  | Bị loại ở tập 5  | Bị loại ở tập 5  | Bị loại ở tập 5  | Bị loại ở tập 5  | Bị loại ở tập 5  | Bị loại ở tập 5  | 68                |
| Happy Face Entertainment (해피페이스)   | Kim Hong-eun (김홍은)         | C                      | F                      | 80       | 91       | 80               | 80               | 21,598           | Bị loại ở tập 5  | Bị loại ở tập 5  | Bị loại ở tập 5  | Bị loại ở tập 5  | Bị loại ở tập 5  | Bị loại ở tập 5  | Bị loại ở tập 5  | 80                |
| Happy Face Entertainment (해피페이스)   | Lee Su-hyeon (이수현)         | D                      | B                      | 71       | 89       | 94               | 79               | 21,762           | Bị loại ở tập 5  | Bị loại ở tập 5  | Bị loại ở tập 5  | Bị loại ở tập 5  | Bị loại ở tập 5  | Bị loại ở tập 5  | Bị loại ở tập 5  | 79                |
| Happy Face Entertainment (해피페이스)   | Hwang Soo-yeon (황수연)       | B                      | C                      | 69       | 63       | 56               | 56               | 30,858           | 36               | 39               | 158,248          | Bị loại ở tập 8  | Bị loại ở tập 8  | Bị loại ở tập 8  | Bị loại ở tập 8  | 39                |
| Happy Face Entertainment (해피페이스)   | Hwang A-young (황아영)        | D                      | D                      | 81       | 70       | 64               | 61               | 28,223           | 53               | 56               | 89,095           | Bị loại ở tập 8  | Bị loại ở tập 8  | Bị loại ở tập 8  | Bị loại ở tập 8  | 56                |
| Hello Music Entertainment (안녕뮤직)    | Kim Da-jeong (김다정)         | D                      | C                      | 45       | 61       | 59               | 62               | 28,000           | Bị loại ở tập 5  | Bị loại ở tập 5  | Bị loại ở tập 5  | Bị loại ở tập 5  | Bị loại ở tập 5  | Bị loại ở tập 5  | Bị loại ở tập 5  | 62                |
| Jellyfish Entertainment (젤리피쉬)      | Kang Mi-na (강미나)           | A                      | A                      | 8        | 3        | 3                | 5                | 376,977          | 3                | 3                | 1,212,720        | 18               | 21,646           | 9                | 173,762          | 9                 |
| Jellyfish Entertainment (젤리피쉬)      | Kim Na-young (김나영)         | A                      | A                      | 9        | 5        | 7                | 9                | 250,552          | 5                | 5                | 931,084          | 15               | 28,167           | 14               | 133,247          | 14                |
| Jellyfish Entertainment (젤리피쉬)      | Kim Se-jeong (김세정)11       | A                      | A                      | 2        | 2        | 2                | 1                | 559,694          | 1                | 1                | 1,473,685        | 2                | 131,612          | 2                | 525,352          | 2                 |
| JYP Entertainment                       | Jeon So-mi (전소미)12         | A                      | B                      | 1        | 1        | 1                | 2                | 528,772          | 4                | 4                | 1,201,490        | 1                | 380,783          | 1                | 858,333          | 1                 |
| Kconic Entertainment                    | Kim Min-ji (김민지)13         | D                      | F                      | 44       | 44       | 38               | 34               | 63,132           | 43               | 44               | 133,093          | Bị loại ở tập 8  | Bị loại ở tập 8  | Bị loại ở tập 8  | Bị loại ở tập 8  | 44                |
| Kconic Entertainment                    | Kim Hyeong-eun (김형은)       | C                      | B                      | 35       | 49       | 41               | 37               | 59,191           | 32               | 23               | 332,712          | 33               | 4,538            | Bị loại ở tập 10 | Bị loại ở tập 10 | 33                |
| Kconic Entertainment                    | Park Se-hee (박세희)14        | C                      | F                      | 60       | 58       | 48               | 49               | 41,203           | 52               | 43               | 133,442          | Bị loại ở tập 8  | Bị loại ở tập 8  | Bị loại ở tập 8  | Bị loại ở tập 8  | 43                |
| Kconic Entertainment                    | Lee Jin-hee (이진희)15        | D                      | F                      | 83       | 65       | 46               | 47               | 41,286           | 54               | 54               | 99,712           | Bị loại ở tập 8  | Bị loại ở tập 8  | Bị loại ở tập 8  | Bị loại ở tập 8  | 54                |
| Loen Entertaiment                       | Park So-yeon (박소연)16       | A                      | A                      | 30       | 26       | 21               | 20               | 156,148          | 26               | 30               | 289,217          | 17               | 23,575           | 18               | 100,001          | 18                |
| LOUDers Entertainment                   | Kim Bo-seon (김보선)17        | D                      | D                      | 84       | 79       | 83               | 96               | 18,034           | Bị loại ở tập 5  | Bị loại ở tập 5  | Bị loại ở tập 5  | Bị loại ở tập 5  | Bị loại ở tập 5  | Bị loại ở tập 5  | Bị loại ở tập 5  | 96                |
| LOUDers Entertainment                   | Lee Seo-jeong (이서정)        | F                      | D                      | 100      | 96       | 95               | 85               | 21,018           | Bị loại ở tập 5  | Bị loại ở tập 5  | Bị loại ở tập 5  | Bị loại ở tập 5  | Bị loại ở tập 5  | Bị loại ở tập 5  | Bị loại ở tập 5  | 85                |
| LOUDers Entertainment                   | Hwang Se-young (황세영)       | C                      | D                      | 78       | 59       | 57               | 67               | 26,981           | Bị loại ở tập 5  | Bị loại ở tập 5  | Bị loại ở tập 5  | Bị loại ở tập 5  | Bị loại ở tập 5  | Bị loại ở tập 5  | Bị loại ở tập 5  | 67                |
| MNH Entertainment                       | Kim Chung-ha (김청하)         | A                      | A                      | 37       | 39       | 23               | 14               | 193,820          | 13               | 13               | 462,668          | 5                | 89,323           | 4                | 403,633          | 4                 |
| MNH Entertainment                       | Oh Seo-jung (오서정)18        | B                      | A                      | 51       | 42       | 31               | 41               | 51,381           | 49               | 49               | 117,986          | Bị loại ở tập 8  | Bị loại ở tập 8  | Bị loại ở tập 8  | Bị loại ở tập 8  | 49                |
| M2 Project                              | Pyun Kang-yoon (편강윤)19     | F                      | F                      | 95       | 75       | 68               | 78               | 21,908           | Bị loại ở tập 5  | Bị loại ở tập 5  | Bị loại ở tập 5  | Bị loại ở tập 5  | Bị loại ở tập 5  | Bị loại ở tập 5  | Bị loại ở tập 5  | 78                |
| Magic Fresh Company (매직프레쉬 컴퍼니) | Nam Su-jin (남수진)           | C                      | C                      | 82       | 76       | 81               | 91               | 20,189           | Bị loại ở tập 5  | Bị loại ở tập 5  | Bị loại ở tập 5  | Bị loại ở tập 5  | Bị loại ở tập 5  | Bị loại ở tập 5  | Bị loại ở tập 5  | 91                |
| Magic Fresh Company (매직프레쉬 컴퍼니) | Park Min-ji (박민지)          | B                      | A                      | 70       | 82       | 85               | 71               | 24,772           | Bị loại ở tập 5  | Bị loại ở tập 5  | Bị loại ở tập 5  | Bị loại ở tập 5  | Bị loại ở tập 5  | Bị loại ở tập 5  | Bị loại ở tập 5  | 71                |
| MAJESTY                                 | Niwa Shiori (니와 시오리)     | D                      | B                      | 68       | 69       | 71               | 77               | 23,045           | Bị loại ở tập 5  | Bị loại ở tập 5  | Bị loại ở tập 5  | Bị loại ở tập 5  | Bị loại ở tập 5  | Bị loại ở tập 5  | Bị loại ở tập 5  | 77                |
| MAJESTY                                 | An Ye-seul (안예슬)20         | B                      | B                      | 38       | 41       | 30               | 25               | 106,322          | 34               | 26               | 301,814          | 32               | 6,046            | Bị loại ở tập 10 | Bị loại ở tập 10 | 32                |
| MBK Entertainment                       | Ki Hui-hyeon (기희현)22       | C                      | A                      | 6        | 9        | 5                | 6                | 294,540          | 12               | 12               | 481,070          | 13               | 35,118           | 19               | 98,849           | 19                |
| MBK Entertainment                       | Kim Da-ni (김다니)21          | B                      | A                      | 7        | 6        | 4                | 7                | 273,930          | 14               | 18               | 419,427          | 24               | 12,581           | Bị loại ở tập 10 | Bị loại ở tập 10 | 24                |
| MBK Entertainment                       | Jung Chae-yeon (정채연)22     | C                      | C                      | 4        | 8        | 10               | 8                | 251,469          | 10               | 9                | 696,808          | 12               | 43,820           | 7                | 215,338          | 7                 |
| Midas Entertainment                     | Kim Yeon-kyeong (김연경)      | B                      | C                      | 75       | 83       | 88               | 52               | 38,506           | 60               | 58               | 74,668           | Bị loại ở tập 8  | Bị loại ở tập 8  | Bị loại ở tập 8  | Bị loại ở tập 8  | 58                |
| Midas Entertainment                     | Shin Hye-hyeon (신혜현)       | F                      | C                      | 85       | 86       | 93               | 90               | 20,752           | Bị loại ở tập 5  | Bị loại ở tập 5  | Bị loại ở tập 5  | Bị loại ở tập 5  | Bị loại ở tập 5  | Bị loại ở tập 5  | Bị loại ở tập 5  | 90                |
| Midas Entertainment                     | Lee Chae-lin (이채린)         | D                      | D                      | 74       | 93       | 91               | 87               | 20,868           | Bị loại ở tập 5  | Bị loại ở tập 5  | Bị loại ở tập 5  | Bị loại ở tập 5  | Bị loại ở tập 5  | Bị loại ở tập 5  | Bị loại ở tập 5  | 87                |
| Midas Entertainment                     | Choi Yu-bin (최유빈)          | C                      | D                      | 56       | 67       | 74               | 88               | 20,829           | Bị loại ở tập 5  | Bị loại ở tập 5  | Bị loại ở tập 5  | Bị loại ở tập 5  | Bị loại ở tập 5  | Bị loại ở tập 5  | Bị loại ở tập 5  | 88                |
| Midas Entertainment                     | Katherine C. Lee (캐서린 리)  | D                      | F                      | 72       | 73       | 73               | 89               | 20,807           | Bị loại ở tập 5  | Bị loại ở tập 5  | Bị loại ở tập 5  | Bị loại ở tập 5  | Bị loại ở tập 5  | Bị loại ở tập 5  | Bị loại ở tập 5  | 89                |
| Midas Entertainment                     | Han Ji-yeon (한지연)          | D                      | F                      | 55       | 55       | 58               | 76               | 23,566           | Bị loại ở tập 5  | Bị loại ở tập 5  | Bị loại ở tập 5  | Bị loại ở tập 5  | Bị loại ở tập 5  | Bị loại ở tập 5  | Bị loại ở tập 5  | 76                |
| MJ Entertainment                        | Kim Mi-so (김미소)            | D                      | C                      | 52       | 74       | 63               | 73               | 24,114           | Bị loại ở tập 5  | Bị loại ở tập 5  | Bị loại ở tập 5  | Bị loại ở tập 5  | Bị loại ở tập 5  | Bị loại ở tập 5  | Bị loại ở tập 5  | 73                |
| MJ Entertainment                        | Yu Su-a (유수아)              | A                      | D                      | 64       | 78       | 65               | 57               | 30,609           | 48               | 53               | 100,141          | Bị loại ở tập 8  | Bị loại ở tập 8  | Bị loại ở tập 8  | Bị loại ở tập 8  | 53                |
| MJ Entertainment                        | Heo Saem (허샘)               | C                      | F                      | 61       | 66       | 67               | 75               | 23,722           | Bị loại ở tập 5  | Bị loại ở tập 5  | Bị loại ở tập 5  | Bị loại ở tập 5  | Bị loại ở tập 5  | Bị loại ở tập 5  | Bị loại ở tập 5  | 75                |
| Music K Entertainment                   | Kim Ju-na (김주나)23          | C                      | F                      | 76       | 24       | 20               | 19               | 161,825          | 24               | 21               | 371,978          | 34               | 3,450            | Bị loại ở tập 10 | Bị loại ở tập 10 | 34                |
| Music Works (뮤직웍스)                  | Kim So-hee (김소희)           | C                      | C                      | 13       | 17       | 24               | 23               | 109,501          | 30               | 22               | 363,818          | 6                | 54,538           | 15               | 128,527          | 15                |
| Mystic Entertainment (미스틱)           | Kim Su-hyun (김수현)          | C                      | D                      | 41       | 47       | 47               | 69               | 26,139           | Bị loại ở tập 5  | Bị loại ở tập 5  | Bị loại ở tập 5  | Bị loại ở tập 5  | Bị loại ở tập 5  | Bị loại ở tập 5  | Bị loại ở tập 5  | 69                |
| Next Level Entertainment                | Lee Se-heun (이세흔)          | B                      | C                      | 86       | 92       | 89               | 93               | 18,731           | Bị loại ở tập 5  | Bị loại ở tập 5  | Bị loại ở tập 5  | Bị loại ở tập 5  | Bị loại ở tập 5  | Bị loại ở tập 5  | Bị loại ở tập 5  | 93                |
| Nextar Entertainment (넥스타)           | Moon Hyun-ju (문현주)         | F                      | F                      | 59       | 101      | 87               | 97               | 16,736           | Bị loại ở tập 5  | Bị loại ở tập 5  | Bị loại ở tập 5  | Bị loại ở tập 5  | Bị loại ở tập 5  | Bị loại ở tập 5  | Bị loại ở tập 5  | 97                |
| Nextar Entertainment (넥스타)           | Choi Eun-bin (최은빈)24       | C                      | C                      | 90       | 77       | 72               | 70               | 25,659           | Bị loại ở tập 5  | Bị loại ở tập 5  | Bị loại ở tập 5  | Bị loại ở tập 5  | Bị loại ở tập 5  | Bị loại ở tập 5  | Bị loại ở tập 5  | 70                |
| NHemg                                   | Hwang Ri-yu (황리유)          | F                      | F                      | 96       | 64       | 61               | 66               | 27,042           | Bị loại ở tập 5  | Bị loại ở tập 5  | Bị loại ở tập 5  | Bị loại ở tập 5  | Bị loại ở tập 5  | Bị loại ở tập 5  | Bị loại ở tập 5  | 66                |
| Pledis Entertainment (플레디스)         | Gang Gyeong-won (강경원)      | C                      | D                      | 49       | 40       | 37               | 31               | 71,200           | 42               | 48               | 118,171          | Bị loại ở tập 8  | Bị loại ở tập 8  | Bị loại ở tập 8  | Bị loại ở tập 8  | 48                |
| Pledis Entertainment (플레디스)         | Kang Ye-bin (강예빈)          | A                      | A                      | 20       | 20       | 26               | 28               | 88,277           | 27               | 32               | 250,556          | 29               | 6,879            | Bị loại ở tập 10 | Bị loại ở tập 10 | 29                |
| Pledis Entertainment (플레디스)         | Kim Min-kyeong (김민경)       | F                      | B                      | 26       | 29       | 32               | 42               | 50,652           | 40               | 42               | 141,623          | Bị loại ở tập 8  | Bị loại ở tập 8  | Bị loại ở tập 8  | Bị loại ở tập 8  | 42                |
| Pledis Entertainment (플레디스)         | Park Si-yeon (박시연)         | B                      | B                      | 27       | 33       | 40               | 26               | 105,963          | 17               | 20               | 372,295          | 25               | 11,009           | Bị loại ở tập 10 | Bị loại ở tập 10 | 25                |
| Pledis Entertainment (플레디스)         | Im Na-young (임나영)          | B                      | A                      | 32       | 31       | 33               | 24               | 107,785          | 11               | 11               | 665,898          | 9                | 48,110           | 10               | 138,726          | 10                |
| Pledis Entertainment (플레디스)         | Jung Eun-woo (정은우)25       | D                      | B                      | 5        | 12       | 13               | 18               | 175,904          | 16               | 17               | 438,879          | 21               | 14,986           | 21               | 42,461           | 21                |
| Pledis Entertainment (플레디스)         | Zhou Jie Qiong (주결경)       | A                      | A                      | 3        | 4        | 6                | 4                | 387,537          | 6                | 6                | 885,556          | 19               | 19,252           | 6                | 218,338          | 6                 |
| RedLine Entertainment                   | Kim So-hye (김소혜)26         | F                      | F                      | 24       | 18       | 16               | 11               | 227,670          | 7                | 8                | 833,101          | 4                | 94,189           | 5                | 229,732          | 5                 |
| Show Works (쇼웍스)                     | Hwang In-sun (황인선)27       | D                      | C                      | 50       | 28       | 28               | 36               | 59,736           | 31               | 31               | 256,387          | 27               | 8,114            | Bị loại ở tập 10 | Bị loại ở tập 10 | 27                |
| SS Entertainment                        | Seo Hye-lin (서혜린)          | F                      | D                      | 25       | 32       | 44               | 65               | 27,333           | Bị loại ở tập 5  | Bị loại ở tập 5  | Bị loại ở tập 5  | Bị loại ở tập 5  | Bị loại ở tập 5  | Bị loại ở tập 5  | Bị loại ở tập 5  | 65                |
| SS Entertainment                        | Lee Su-hyun (이수현)          | D                      | A                      | 14       | 23       | 25               | 32               | 65,610           | 33               | 35               | 228,806          | 22               | 14,613           | 13               | 133,900          | 13                |
| SS Entertainment                        | Lee Hae-in (이해인)           | C                      | A                      | 19       | 27       | 34               | 40               | 52,494           | 19               | 14               | 461,050          | 14               | 31,059           | 17               | 116,566          | 17                |
| Star Empire Entertainment (스타제국)    | Kang Si-hyeon (강시현)        | C                      | F                      | 33       | 53       | 52               | 60               | 29,124           | 59               | 61               | 65,368           | Bị loại ở tập 8  | Bị loại ở tập 8  | Bị loại ở tập 8  | Bị loại ở tập 8  | 61                |
| Star Empire Entertainment (스타제국)    | Kim Yun-ji (김윤지)           | C                      | B                      | 94       | 94       | 78               | 84               | 21,206           | Bị loại ở tập 5  | Bị loại ở tập 5  | Bị loại ở tập 5  | Bị loại ở tập 5  | Bị loại ở tập 5  | Bị loại ở tập 5  | Bị loại ở tập 5  | 84                |
| Star Empire Entertainment (스타제국)    | Han Hye-ri (한혜리)           | C                      | D                      | 12       | 16       | 18               | 22               | 125,095          | 23               | 16               | 450,768          | 8                | 49,379           | 12               | 134,128          | 12                |
| Star Planet Co. (스타플레닛)            | Ham Ye-ji (함예지)28          | D                      | F                      | 101      | 62       | 60               | 72               | 24,485           | Bị loại ở tập 5  | Bị loại ở tập 5  | Bị loại ở tập 5  | Bị loại ở tập 5  | Bị loại ở tập 5  | Bị loại ở tập 5  | Bị loại ở tập 5  | 72                |
| Starship Entertainment (스타쉽)         | Kim Tae-ha (김태하)29         | B                      | D                      | 17       | 19       | 27               | 33               | 64,149           | 55               | 50               | 117,208          | Bị loại ở tập 8  | Bị loại ở tập 8  | Bị loại ở tập 8  | Bị loại ở tập 8  | 50                |
| Starship Entertainment (스타쉽)         | Shim Chae-eun (심채은)        | C                      | F                      | 40       | 46       | 51               | 58               | 30,347           | 57               | 60               | 72,460           | Bị loại ở tập 8  | Bị loại ở tập 8  | Bị loại ở tập 8  | Bị loại ở tập 8  | 60                |
| Starship Entertainment (스타쉽)         | Yoo Yeon-jung (유연정)        | B                      | A                      | 63       | 54       | 55               | 12               | 214,691          | 9                | 10               | 684,660          | 10               | 45,985           | 11               | 136,780          | 11                |
| Tipping Entertainment (티핑)            | Ariyoshi Risa (아리요시 리사) | F                      | F                      | 62       | 72       | 49               | 48               | 41,244           | 50               | 55               | 95,712           | Bị loại ở tập 8  | Bị loại ở tập 8  | Bị loại ở tập 8  | Bị loại ở tập 8  | 55                |
| YAMA&HOTCHICKS Entertainment            | Lim Jung-min (임정민)         | B                      | B                      | 31       | 35       | 35               | 53               | 36,760           | 56               | 57               | 88,074           | Bị loại ở tập 8  | Bị loại ở tập 8  | Bị loại ở tập 8  | Bị loại ở tập 8  | 57                |

### Thông tin thêm
- 1Kim Min-Jung từng là thí sinh tham gia K-pop Star 2.[4]
- 2Yim Kyung-ha từng là thí sinh tham gia K-pop Star 2.
- 3Ng Sze Kai, còn được biết với tên Shin, là thành viên của ban nhạc Hồng Kông As One.
- 4Kang Si-ra từng là thí sinh tham gia Hidden Singer 3 của đài JTBC như là một trong những người giả giọng Taeyeon của Girls' Generation.
- 5Ma Eun-jin suýt trở thành thành viên nhóm nhạc nữ Playback nhưng lại rút ra vì dính tin đồn không chính thức về việc cô từng là một

fan cuồng trong quá khứ, và từng tham gia Kpop Star 6. 
- 6Lim Hyo-sun là một thành viên của Kiwi Band dưới nghệ danh Ellie.
- 7Kwon Eun-bean được giới thiệu là một thành viên mới của nhóm nhạc CLC vào ngày 26 tháng 2 năm 2016 nhưng cô sẽ không quảng bá cùng nhóm cho đến khi Produce 101 kết thúc.[6][7]
- 8Yun Chae-kyoung và Cho Shi-yoon từng là thàn viên của nhóm nhạc đã tan rã Puretty và tham gia chương trình thực tế năm 2014 Kara Project.[8] Cho Shi-yoon từng đảm nhận một vai diễn phụ trong bộ phim truyền hình Hàn Quốc năm 2014 Seonam Girls High School Investigators.[9]
- 9Heo Chan-mi là thành viên cũ của nhóm Coed School và F-ve Dolls.[10]
- 10Kim Seol-a từng là thí sinh tham gia Superstar K6 cũng như mùa 3 của chương trình Birth of a Great Star phát sóng trên MBC.
- 11Kim Se-jeong từng là thí sinh tham gia K-pop Star 2.[4]
- 12Ennik Somi Douma, còn được biết tới với tên Jeon Somi, là thí sinh của chương trình truyền hình thữ tế sống còn SIXTEEN tổ chức bởi JYP Entertainment và Mnet.[11][12]
- 13Kim Min-ji là thành viên cũ của nhóm nhạc nữ Scarlet dưới nghệ danh Kimi.
- 14Park Se-hee là chị gái của trưởng nhóm Topp Dogg, P-Goon.
- 15Lee Jin-hee là chị họ của thí sinh K-pop Star 4 Lee Jin-ah.
- 16Park So-yeon từng là thí sinh tham gia K-pop Star 2.[13]
- 17Kim Bo-seon là thành viên cũ của nhóm nhạc nữ A.N.D.S.
- 18Oh Seo-jung từng là thí sinh tham gia Superstar K4.
- 19Pyun Kang-yoon từng là thành viên thuộc đội hình chính thức của Blady.[14]
- 20An Ye-seul từng là thí sinh tham gia Superstar K4.
- 21Kim Danielle từng là thành viên tạm thời của T-ara N4 dưới nghệ danh là tên tiếng Hàn của cô, Dani.[15]
- 22Ki Heui-hyeon (dưới nghệ danh Cathy) và Jung Chae-yeon đã ra mắt với tư cách là thành viên nhóm nhạc nữ mới của MBK Entertainment, DIA vào tháng 9 năm 2015. Họ tạm thời rời nhóm để tập trung tham gia chương trình.[16][17]
- 23Kim Ju-na là em gái cùng cha khác mẹ của nam diễn viên Kim Soo-hyun.[18][19]
- 24Choi Eun-bin từng góp giọng rap trong bài hát "First Love" bởi T-ara, cho dự án "Cho Young-soo All-Star Signature Project" của Nextar Entertainment. Cô được ghi credit dưới nghệ danh EB.
- 25Jung Eun-woo từng là thí sinh tham gia Superstar K4 và The Voice Kids Hàn Quốc.[20]
- 26Kim So-hye xuất hiện trong video âm nhạc "The Light" của The Ark và "Goodbye School" của Jinlin Wang. Cô cũng đảm nhận một vai diễn khách mời trong bộ web drama Hàn Quốc năm 2015 "Flatterer" trên Naver TV Cast.
- 27Hwang In-sun là thành viên cũ của nhóm nhạc Smile.G.[21]
- 28Ham Ye-ji cũng từng là thành viên của Blady. Cô gia nhập nhóm vào tháng 11 năm 2013 nhưng rời đi vào cuối năm 2014.[22]
- 29Kim Tae-ha được tiết lộ là em họ của nam ca sĩ Kim Junsu, và từng là thí sinh tham gia Superstar K1.[23]

### Sự nghiệp sau chương trình
- 11 thành viên chiến thắng sẽ tham gia vào nhóm nhạc I.O.I trong 10 tháng đến tháng 1 năm 2017 sẽ tan rã.
- Ng Sze Kai quay trở lại nhóm nhạc HongKong As One.
- Kang Si-ra ra mắt là ca sĩ solo.
- Kwon Eun-bean được thêm vào nhóm nhạc CLC của Cube Entertainment với tên khác là Eunbin.
- Jeon So-yeon tham gia chương trình Unpretty Rapstar của Mnet và đạt vị trí Top 4 chung cuộc.
- Yoon Chae-kyung và Kim So-hee tham gia vào chương trình God of Music 2 của Mnet và debut dưới nhóm nhạc dự án C.I.V.A.
- Yoon Chae-kyung, Kim So-hee, Lee Hae-in, Lee Su-hyun và Han Hae-ri ra mắt với nhóm nhạc đặc biệt của Loen Entertainment I.B.I.
- Yoon Chae-kyung được thêm vào nhóm nhạc nữ của DSP Media April.
- Kim Na-young, Kang Mina và Kim Se-jeong ra mắt với nhóm nhạc Gu9udan của JellyFish Entertainment. Kang Mina và Kim Se-jung hoạt động song song với I.O.I và Gu9udan cho tới khi I.O.I tan rã.
- 4 thực tập sinh đến từ Kconic Entertainment cùng với 1 thực tập sinh cùng công ty là Sora (Sora không tham gia vào Produce 101) ra mắt với nhóm nhạc Bulldok. Park Se-hee lấy nghệ danh là Say, Kim Minji lấy nghê danh là Kimi, Lee Jin-ah lấy nghệ danh là Genie. Họ debut vào tháng 10/2016.
- Ki Heui-Hyeon (Cathy) và Jung Chae-yeon quay trở lại với nhóm nhạc DIA. Jung Chae-yeon hoạt động với I.O.I và DIA song song cho tới khi I.O.i tan rã.
- Kim Mi-so cùng với Heo Saem (lấy nghệ danh Su-yeon) từ MJ Entertainment chuyển sang công ty 2able Company và ra mắt cùng với các thực tập sinh của 2able Company có Park Hae-young cũng tham gia Produce 101 trong nhóm nhạc A.De.
- Kim Ju-na ra mắt là ca sĩ solo.
- 7 thực tập sinh của Pledis Entertainment ra mắt nhóm nhạc Pristin cùng với 3 thành viên khác không tham gia Produce 101.
- Hwang In-sun ra mắt là ca sĩ solo.
- Yu Yeon-jung (nghệ danh là Yeun-jung)  được thêm vào nhóm nhạc Cosmic Girls của Starship Entertainment. Yu Yeun-jung hoạt động song song 2 nhóm nhạc cho tới khi I.O.I chính thức tan rã.
- Kim Woojung từ (Happy Face Entertainment) ra mắt solo với nghệ danh D.A.L
- Kim Ji-sung  (Happy Face Entertainment) trở thành diễn viên.
- Kim Da-jung từ Hello Music Entertainment ra mắt với vai trò người mẫu và diễn viên.
- Các thực tập sinh của Blessing Entertainment trừ Ahn Yu-mi ra sẽ ra mắt với nhóm nhạc Twinkle.
- Kim Bo-sun từ LOUder Entertainment sẽ ra mắt với nhóm nhạc Red-L
- Ahn Yu-mi đang thực tập để trở thành người mẫu và diễn viên.
- Yu Su-a từ MJ Entertainment sẽ ra mắt vào tháng 10/2016 với nhóm nhạc Seeart của YAMA HOT&CHIC
- Ma Eun-jin (công ty Clear Company sáp nhập vào Coridel Entertainment) và Lee Soo-min (đã rời Fantagio)  tham gia Kpop Star 6. Sau Kpop Star 6 Lee Somin kí hợp đồng với Loen Entertainment, Ma Eunjin gia nhập nhóm nhạc nữ Playback (Coridel Entertainment công ty của Jessica cựu thành viên SNSD).
- Lee Seo-jeong (rời LOUDers Entertainment) gia nhập Fantagio và cùng với Kim Doyeon, Choi Yoojung, Jung Haerim, Chu Yejin tham dự vào dự án I-teen Girls.
- Kim Taeha từ Starship Entertainment đã rời công ty và gia nhập nhóm nhạc Momoland thuộc Double Kick Company.
- Sau khi kết thúc dự án I.B.I Lee Su-hyun gia nhập HYWY Entertainment và ra mắt trong nhóm nhạc Day Day, Lee Hae In lẽ ra cũng tham gia với Lee Su Hyun nhưng cô phải rời khỏi công ty vì vấn đề sức khỏe.
- Jeon Somi kí hợp đồng với JYP Entertainment và ra mắt với tư cách nghệ sĩ solo với bài hát You, Who? (ft. Eric Nam). Sau đó cô rời JYP Entertainment và gia nhập YG Entertainment cũng với tư cách là nghệ sĩ solo.
- Kim Doyeon, Choi Yoojung, Jung Haerim, Lee Seojeong và 4 thành viên khác debut vào nhóm nhạc tên Weki Meki thuộc Fantagio.
- Jeon So-yeon sau khi bị loại khỏi chương trình với thứ hạng 20, cô vẫn không nản lòng mà tiếp tục tham gia show sống còn Unpretty Rapstar mùa 3 và dừng lại ở hạng 3. Ngày 2 tháng 5 năm 2018, cô ra mắt với nhóm nhạc (G)I-dle với tư cách là nhóm trưởng, mini album đầu tay của nhóm là do cô sản xuất. Họ đạt 3 cúp truyền hình với bài hát chủ đề Latata.

## Danh sách tiết mục - Kết quả biểu diễn

### Vòng đối đầu (Group Battle)
Nhóm chiến thắng và nhận được 1.000 bình chọn
     Thí sinh lớp A
     Thí sinh lớp B
     Thí sinh lớp C
     Thí sinh lớp D
     Thí sinh lớp F
     Thí sinh bị loại
| Tiết mục                           | Nhóm (Tổng điểm)   | Thí sinh                 | Thí sinh       | Thí sinh               | Số lượt bình chọn trực tiếp |
| Tiết mục                           | Nhóm (Tổng điểm)   | Công ty quản lý          | Họ tên         | Vai trò                | Số lượt bình chọn trực tiếp |
| ---------------------------------- | ------------------ | ------------------------ | -------------- | ---------------------- | --------------------------- |
| "I don't know" (2011) Ca sĩ: Apink | White Spring (235) | Happy Face Entertainment | Hwang A-young  | Trưởng nhóm/ Hát chính | 28                          |
| "I don't know" (2011) Ca sĩ: Apink | White Spring (235) | Pledis Entertainment     | Joo Kyul-kyung | Vocal 1                | 98                          |
| "I don't know" (2011) Ca sĩ: Apink | White Spring (235) | SS Entertainment         | Seo Hye-rin    | Vocal 2                | 28                          |
| "I don't know" (2011) Ca sĩ: Apink | White Spring (235) | Fantagio                 | Jeong Hae-rim  | Trung tâm/ Vocal 3     | 36                          |
| "I don't know" (2011) Ca sĩ: Apink | White Spring (235) | Cube Entertainment       | Kwon Eun-bin   | Vocal 4                | 45                          |
| "I don't know" (2011) Ca sĩ: Apink |                    |                          |                |                        |                             |
| "I don't know" (2011) Ca sĩ: Apink | Eye Smile (267)    | Pledis Entertainment     | Park Si-yeon   | Hát chính              | 97                          |
| "I don't know" (2011) Ca sĩ: Apink | Eye Smile (267)    | Mystic Entertainment     | Kim Su-hyun    | Vocal 1                | 61                          |
| "I don't know" (2011) Ca sĩ: Apink | Eye Smile (267)    | Starship Entertainment   | Kim Tae-ha     | Vocal 2                | 14                          |
| "I don't know" (2011) Ca sĩ: Apink | Eye Smile (267)    | Jellyfish Entertainment  | Kang Mi-na     | Trung tâm/ Vocal 3     | 55                          |
| "I don't know" (2011) Ca sĩ: Apink | Eye Smile (267)    | Happy Face Entertainment | Lee Su-hyun    | Trưởng nhóm/ Vocal 4   | 40                          |

| Tiết mục                         | Nhóm (Tổng điểm) | Thí sinh              | Thí sinh     | Thí sinh                         | Số lượt bình chọn trực tiếp |
| Tiết mục                         | Nhóm (Tổng điểm) | Công ty quản lý       | Họ tên       | Vai trò                          | Số lượt bình chọn trực tiếp |
| -------------------------------- | ---------------- | --------------------- | ------------ | -------------------------------- | --------------------------- |
| "Push Push" (2010) Ca sĩ: Sistar | Group 1 (218)    | MAJESTY               | An Ye-seul   | Hát chính                        | 37                          |
| "Push Push" (2010) Ca sĩ: Sistar | Group 1 (218)    | Music Works           | Kim So-hee   | Vocal 1                          | 69                          |
| "Push Push" (2010) Ca sĩ: Sistar | Group 1 (218)    | ECUBE Media           | Kim Seol-ah  | Vocal 2                          | 21                          |
| "Push Push" (2010) Ca sĩ: Sistar | Group 1 (218)    | Midas Entertainment   | Lee Chae-rin | Rapper 1                         | 19                          |
| "Push Push" (2010) Ca sĩ: Sistar | Group 1 (218)    | Cube Entertainment    | Jeon So-yeon | Trưởng nhóm/ Trung tâm/ Rapper 2 | 72                          |
| "Push Push" (2010) Ca sĩ: Sistar |                  |                       |              |                                  |                             |
| "Push Push" (2010) Ca sĩ: Sistar | Classy (184)     | Chungchun Music       | Kang Si-ra   | Hát chính                        | 22                          |
| "Push Push" (2010) Ca sĩ: Sistar | Classy (184)     | Magic Fresh Company   | Nam Su-jin   | Vocal 1                          | 26                          |
| "Push Push" (2010) Ca sĩ: Sistar | Classy (184)     | M&H Entertainment     | Kim Chung-ha | Trưởng nhóm/ Trung tâm/ Vocal 2  | 36                          |
| "Push Push" (2010) Ca sĩ: Sistar | Classy (184)     | Choreokbaem Juna      | Ng Se Kai    | Rapper 1                         | 56                          |
| "Push Push" (2010) Ca sĩ: Sistar | Classy (184)     | Blessing Entertainmet | An Yu-mi     | Rapper 2                         | 44                          |

| Tiết mục                  | Nhóm (Tổng điểm) | Thí sinh                 | Thí sinh        | Thí sinh                       | Số lượt bình chọn trực tiếp |
| Tiết mục                  | Nhóm (Tổng điểm) | Công ty quản lý          | Họ tên          | Vai trò                        | Số lượt bình chọn trực tiếp |
| ------------------------- | ---------------- | ------------------------ | --------------- | ------------------------------ | --------------------------- |
| "Fire" (2009) Ca sĩ: 2NE1 | Nineteen (138)   | Fantagio                 | Lee Soo-min     | Trưởng nhóm/ Trung tâm/ Rapper | 33                          |
| "Fire" (2009) Ca sĩ: 2NE1 | Nineteen (138)   | Midas Entertainment      | Kim Yeon-kyeong | Hát chính                      | 31                          |
| "Fire" (2009) Ca sĩ: 2NE1 | Nineteen (138)   | MJ Entertainment         | Heo Saem        | Vocal 1                        | 20                          |
| "Fire" (2009) Ca sĩ: 2NE1 | Nineteen (138)   | Happy Face Entertainment | Kim Si-hyeon    | Vocal 2                        | 45                          |
| "Fire" (2009) Ca sĩ: 2NE1 | Nineteen (138)   | MAJESTY                  | Niwa Shiori     | Vocal 3                        | 9                           |
| "Fire" (2009) Ca sĩ: 2NE1 |                  |                          |                 |                                |                             |
| "Fire" (2009) Ca sĩ: 2NE1 | Crown Girl (397) | LOEN Entertainment       | Park So-yeon    | Trưởng nhóm/ Trung tâm/ Rapper | 74                          |
| "Fire" (2009) Ca sĩ: 2NE1 | Crown Girl (397) | Music K Entertainment    | Kim Ju-na       | Hát chính                      | 137                         |
| "Fire" (2009) Ca sĩ: 2NE1 | Crown Girl (397) | Kconic Entertainment     | Kim Min-ji      | Vocal 1                        | 66                          |
| "Fire" (2009) Ca sĩ: 2NE1 | Crown Girl (397) | Thực tập sinh tự do      | Kim Si-hyeon    | Vocal 2                        | 88                          |
| "Fire" (2009) Ca sĩ: 2NE1 | Crown Girl (397) | Astory Entertainment     | Park Ga-eul     | Vocal 3                        | 32                          |

| Tiết mục                                | Nhóm (Tổng điểm)                  | Thí sinh               | Thí sinh        | Thí sinh                        | Số lượt bình chọn trực tiếp |
| Tiết mục                                | Nhóm (Tổng điểm)                  | Công ty quản lý        | Họ tên          | Vai trò                         | Số lượt bình chọn trực tiếp |
| --------------------------------------- | --------------------------------- | ---------------------- | --------------- | ------------------------------- | --------------------------- |
| "Into the new world" (2007) Ca sĩ: SNSD | Da Masae (158)                    | Starship Entertainment | Yoo Yeon-jung   | Hát chính                       | 67                          |
| "Into the new world" (2007) Ca sĩ: SNSD | Da Masae (158)                    | 2able Company          | Park Hae-young  | Vocal 1                         | 26                          |
| "Into the new world" (2007) Ca sĩ: SNSD | Da Masae (158)                    | DSP Media              | Yoon Chae-kyung | Trưởng nhóm/ Trung tâm/ Vocal 2 | 30                          |
| "Into the new world" (2007) Ca sĩ: SNSD | Da Masae (158)                    | DSP Media              | Cho Si-yoon     | Vocal 3                         | 16                          |
| "Into the new world" (2007) Ca sĩ: SNSD | Da Masae (158)                    | Pledis Entertainment   | Kang Kyung-won  | Vocal 4                         | 19                          |
| "Into the new world" (2007) Ca sĩ: SNSD |                                   |                        |                 |                                 |                             |
| "Into the new world" (2007) Ca sĩ: SNSD | National Middle Schoolgirls (259) | Duble Kick Company     | Heo Chan-mi     | Hát chính                       | 36                          |
| "Into the new world" (2007) Ca sĩ: SNSD | National Middle Schoolgirls (259) | MBK Entertainment      | Ki Hee-hyun     | Trưởng nhóm/ Vocal 1            | 28                          |
| "Into the new world" (2007) Ca sĩ: SNSD | National Middle Schoolgirls (259) | JYP Entertainment      | Jeon So-mi      | Vocal 2                         | 118                         |
| "Into the new world" (2007) Ca sĩ: SNSD | National Middle Schoolgirls (259) | MBK Entertainment      | Jung Chae-yeon  | Trung tâm/ Vocal 3              | 43                          |
| "Into the new world" (2007) Ca sĩ: SNSD | National Middle Schoolgirls (259) | Pledis Entertainment   | Jung Eun-woo    | Vocal 4                         | 34                          |

| Tiết mục                          | Nhóm (Tổng điểm) | Thí sinh                  | Thí sinh       | Thí sinh                  | Số lượt bình chọn trực tiếp |
| Tiết mục                          | Nhóm (Tổng điểm) | Công ty quản lý           | Họ tên         | Vai trò                   | Số lượt bình chọn trực tiếp |
| --------------------------------- | ---------------- | ------------------------- | -------------- | ------------------------- | --------------------------- |
| "Hot issue" (2009) Ca sĩ: 4Minute | Hot Issue (397)  | Happy Face Entertainment  | Hwang Soo-yeon | Trưởng nhóm/ Rapper chính | 180                         |
| "Hot issue" (2009) Ca sĩ: 4Minute | Hot Issue (397)  | MJ Entertainment          | Yu Su-a        | Trung tâm/ Rapper 1       | 26                          |
| "Hot issue" (2009) Ca sĩ: 4Minute | Hot Issue (397)  | Star Empire Entertainment | Han Hye-ri     | Rapper 2                  | 69                          |
| "Hot issue" (2009) Ca sĩ: 4Minute | Hot Issue (397)  | SS Entertainment          | Lee Su-hyun    | Vocal                     | 68                          |
| "Hot issue" (2009) Ca sĩ: 4Minute | Hot Issue (397)  | Happy Face Entertainment  | Kim Hong-eun   | Vocal                     | 29                          |
| "Hot issue" (2009) Ca sĩ: 4Minute |                  |                           |                |                           |                             |
| "Hot issue" (2009) Ca sĩ: 4Minute | Bao Bao (259)    | LOUDers Entertaiment      | Kim Bo-seon    | Trưởng nhóm/ Rapper chính | 31                          |
| "Hot issue" (2009) Ca sĩ: 4Minute | Bao Bao (259)    | Fantagio                  | Chu Ye-jin     | Rapper 1                  | 33                          |
| "Hot issue" (2009) Ca sĩ: 4Minute | Bao Bao (259)    | Fantagio                  | Choi Yoo-jung  | Rapper 2                  | 101                         |
| "Hot issue" (2009) Ca sĩ: 4Minute | Bao Bao (259)    | MJ Entertainment          | Kim Mi-so      | Trung tâm/ Vocal          | 13                          |
| "Hot issue" (2009) Ca sĩ: 4Minute | Bao Bao (259)    | Cube Entertainment        | Lee Yoon-seo   | Vocal                     | 43                          |

| Tiết mục                        | Nhóm (Tổng điểm) | Thí sinh                 | Thí sinh      | Thí sinh                        | Số lượt bình chọn trực tiếp |
| Tiết mục                        | Nhóm (Tổng điểm) | Công ty quản lý          | Họ tên        | Vai trò                         | Số lượt bình chọn trực tiếp |
| ------------------------------- | ---------------- | ------------------------ | ------------- | ------------------------------- | --------------------------- |
| "AH" (2009) Ca sĩ: After School | School (257)     | Happy Face Entertainment | Kim Ja-yeon   | Hát chính                       | 23                          |
| "AH" (2009) Ca sĩ: After School | School (257)     | Thực tập sinh tự do      | Kang Si-won   | Vocal 1                         | 58                          |
| "AH" (2009) Ca sĩ: After School | School (257)     | Pledis Entertainment     | Im Na-young   | Trưởng nhóm/ Trung tâm/ Vocal 2 | 160                         |
| "AH" (2009) Ca sĩ: After School | School (257)     | NHemg                    | Hwang Ri-yu   | Rapper                          | 16                          |
| "AH" (2009) Ca sĩ: After School |                  |                          |               |                                 |                             |
| "AH" (2009) Ca sĩ: After School | Run Hani (173)   | Midas Entertainment      | Shin Hye-hyun | Trưởng nhóm/ Hát chính          | 27                          |
| "AH" (2009) Ca sĩ: After School | Run Hani (173)   | Thực tập sinh tự do      | Kim Seo-kyung | Trung tâm/ Vocal 1              | 50                          |
| "AH" (2009) Ca sĩ: After School | Run Hani (173)   | Tipping Entertainment    | Ariyoshi Risa | Vocal 2                         | 42                          |
| "AH" (2009) Ca sĩ: After School | Run Hani (173)   | Blessing Entertainment   | Kim Do-hee    | Rapper                          | 54                          |

| Tiết mục                                  | Nhóm (Tổng điểm) | Thí sinh                  | Thí sinh      | Thí sinh             | Số lượt bình chọn trực tiếp |
| Tiết mục                                  | Nhóm (Tổng điểm) | Công ty quản lý           | Họ tên        | Vai trò              | Số lượt bình chọn trực tiếp |
| ----------------------------------------- | ---------------- | ------------------------- | ------------- | -------------------- | --------------------------- |
| "Bad Girl Good Girl" (2009) Ca sĩ: Miss A | Group 1 (209)    | M&H Entertainment         | Oh Seo-jung   | Hát chính            | 19                          |
| "Bad Girl Good Girl" (2009) Ca sĩ: Miss A | Group 1 (209)    | Next Star Entertainment   | Choi Eun-bin  | Trưởng nhóm/ Vocal 1 | 48                          |
| "Bad Girl Good Girl" (2009) Ca sĩ: Miss A | Group 1 (209)    | Kconic Entertainment      | Kim Hyung-eun | Trung tâm/ Vocal 2   | 89                          |
| "Bad Girl Good Girl" (2009) Ca sĩ: Miss A | Group 1 (209)    | YAMA&HOTCHICKS Ent.       | Im Jung-min   | Vocal 3              | 34                          |
| "Bad Girl Good Girl" (2009) Ca sĩ: Miss A | Group 1 (209)    | Next Level Entertainment  | Lee Se-heun   | Vocal 4              | 19                          |
| "Bad Girl Good Girl" (2009) Ca sĩ: Miss A |                  |                           |               |                      |                             |
| "Bad Girl Good Girl" (2009) Ca sĩ: Miss A | Group 2 (426)    | Pledis Entertainment      | Kim Min-kyung | Trung tâm/ Hát chính | 117                         |
| "Bad Girl Good Girl" (2009) Ca sĩ: Miss A | Group 2 (426)    | Happy Face Entertainment  | Kim Woo-jung  | Vocal 1              | 73                          |
| "Bad Girl Good Girl" (2009) Ca sĩ: Miss A | Group 2 (426)    | Hello Music Entertainment | Kim Da-jeong  | Trưởng nhóm/ Vocal 2 | 56                          |
| "Bad Girl Good Girl" (2009) Ca sĩ: Miss A | Group 2 (426)    | Happy Face Entertainment  | Kim Ji-sung   | Vocal 3              | 80                          |
| "Bad Girl Good Girl" (2009) Ca sĩ: Miss A | Group 2 (426)    | Pledis Entertainment      | Kang Ye-bin   | Vocal 4              | 100                         |

| Tiết mục                      | Nhóm (Tổng điểm) | Thí sinh                | Thí sinh       | Thí sinh                          | Số lượt bình chọn trực tiếp |
| Tiết mục                      | Nhóm (Tổng điểm) | Công ty quản lý         | Họ tên         | Vai trò                           | Số lượt bình chọn trực tiếp |
| ----------------------------- | ---------------- | ----------------------- | -------------- | --------------------------------- | --------------------------- |
| "Break it" (2007) Ca sĩ: Kara | Bu-destiny (210) | Jellyfish Entertainment | Kim Na-young   | Trưởng nhóm/ Trung tâm/ Hát chính | 82                          |
| "Break it" (2007) Ca sĩ: Kara | Bu-destiny (210) | Blessing Entertainment  | Bang Jun-hee   | Vocal 1                           | 25                          |
| "Break it" (2007) Ca sĩ: Kara | Bu-destiny (210) | Blessing Entertainment  | Oh Han-ah-reum | Vocal 2                           | 16                          |
| "Break it" (2007) Ca sĩ: Kara | Bu-destiny (210) | FM Entertainment        | Yoon Yoo-dam   | Vocal 3                           | 36                          |
| "Break it" (2007) Ca sĩ: Kara | Bu-destiny (210) | &August Entertainment   | Yoon Seo-hyung | Vocal 4                           | 51                          |
| "Break it" (2007) Ca sĩ: Kara |                  |                         |                |                                   |                             |
| "Break it" (2007) Ca sĩ: Kara | Hotspot (211)    | Magic Fresh Company     | Park Min-ji    | Hát chính                         | 87                          |
| "Break it" (2007) Ca sĩ: Kara | Hotspot (211)    | Show Works              | Hwang In-sun   | Trưởng nhóm/ Vocal 1              | 38                          |
| "Break it" (2007) Ca sĩ: Kara | Hotspot (211)    | Midas Entertainment     | Han Ji-yeon    | Vocal 2                           | 41                          |
| "Break it" (2007) Ca sĩ: Kara | Hotspot (211)    | Blessing Entertainment  | Kim Sol-ee     | Vocal 3                           | 24                          |
| "Break it" (2007) Ca sĩ: Kara | Hotspot (211)    | M2 Project              | Pyun Kang-yoon | Trung tâm/ Vocal 4                | 21                          |

| Tiết mục                       | Nhóm (Điểm trung bình) | Thí sinh                  | Thí sinh       | Thí sinh             | Số lượt bình chọn trực tiếp |
| Tiết mục                       | Nhóm (Điểm trung bình) | Công ty quản lý           | Họ tên         | Vai trò              | Số lượt bình chọn trực tiếp |
| ------------------------------ | ---------------------- | ------------------------- | -------------- | -------------------- | --------------------------- |
| "LA chA TA" (2009) Ca sĩ: f(x) | Naecha Ta (48)         | LOUDers Entertainment     | Hwang Se-young | Hát chính            | 39                          |
| "LA chA TA" (2009) Ca sĩ: f(x) | Naecha Ta (48)         | Kconic Entertainment      | Lee Jin-hee    | Vocal 1              | 43                          |
| "LA chA TA" (2009) Ca sĩ: f(x) | Naecha Ta (48)         | MBK Entertainment         | Kim Dani       | Trung tâm/ Vocal 2   | 87                          |
| "LA chA TA" (2009) Ca sĩ: f(x) | Naecha Ta (48)         | Thực tập sinh tự do       | Kim Min-jung   | Vocal 3              | 37                          |
| "LA chA TA" (2009) Ca sĩ: f(x) | Naecha Ta (48)         | Kconic Entertainment      | Park Se-hee    | Rapper               | 34                          |
| "LA chA TA" (2009) Ca sĩ: f(x) |                        |                           |                |                      |                             |
| "LA chA TA" (2009) Ca sĩ: f(x) | La Cha Ta (78)         | Star Empire Entertainment | Kim Yun-ji     | Hát chính            | 59                          |
| "LA chA TA" (2009) Ca sĩ: f(x) | La Cha Ta (78)         | Fantagio                  | Kim Do-yeon    | Trung tâm/ Vocal 1   | 125                         |
| "LA chA TA" (2009) Ca sĩ: f(x) | La Cha Ta (78)         | Thực tập sinh tự do       | Song Hye-min   | Trưởng nhóm/ Vocal 2 | 68                          |
| "LA chA TA" (2009) Ca sĩ: f(x) | La Cha Ta (78)         | Starship Entertainment    | Shim Chae-eun  | Hát chính/ Rapper    | 62                          |

| Tiết mục                           | Nhóm (Tổng điểm)      | Thí sinh                  | Thí sinh         | Thí sinh                          | Số lượt bình chọn trực tiếp |
| Tiết mục                           | Nhóm (Tổng điểm)      | Công ty quản lý           | Họ tên           | Vai trò                           | Số lượt bình chọn trực tiếp |
| ---------------------------------- | --------------------- | ------------------------- | ---------------- | --------------------------------- | --------------------------- |
| "Irony" (2007) Ca sĩ: Wonder Girls | After Duruchigi (323) | Jellyfish Entertainment   | Kim Se-jeong     | Trưởng nhóm/ Hát chính            | 204                         |
| "Irony" (2007) Ca sĩ: Wonder Girls | After Duruchigi (323) | RedLine Entertainment     | Kim So-hye       | Vocal 1                           | 32                          |
| "Irony" (2007) Ca sĩ: Wonder Girls | After Duruchigi (323) | Midas Entertainment       | Choi Yu-bin      | Vocal 2                           | 21                          |
| "Irony" (2007) Ca sĩ: Wonder Girls | After Duruchigi (323) | Star Planet Company       | Ham Ye-ji        | Rapper 1                          | 30                          |
| "Irony" (2007) Ca sĩ: Wonder Girls | After Duruchigi (323) | Cani Star Entertainment   | Park Ha-yi       | Trung tâm/ Rapper 2               | 36                          |
| "Irony" (2007) Ca sĩ: Wonder Girls |                       |                           |                  |                                   |                             |
| "Irony" (2007) Ca sĩ: Wonder Girls | P.R.O (183)           | SS Entertainment          | Lee Hae-in       | Trưởng nhóm/ Trung tâm/ Hát chính | 77                          |
| "Irony" (2007) Ca sĩ: Wonder Girls | P.R.O (183)           | Star Empire Entertainment | Kang Si-hyun     | Vocal 1                           | 32                          |
| "Irony" (2007) Ca sĩ: Wonder Girls | P.R.O (183)           | Nextar Entertainment      | Moon Hyun-ju     | Vocal 2                           | 22                          |
| "Irony" (2007) Ca sĩ: Wonder Girls | P.R.O (183)           | Midas Entertainment       | Katherine C. Lee | Rapper 1                          | 23                          |
| "Irony" (2007) Ca sĩ: Wonder Girls | P.R.O (183)           | LOUDers Entertainment     | Lee Seo-jeong    | Rapper 2                          | 29                          |

### Vòng đánh giá vai trò (Position Evaluation)
Thí sinh giữ vị trị trung tâm
     Thí sinh chiến thắng và nhận được 100.000 bình chọn
     Thí sinh bị loại
| VOCAL                                         | Thí sinh                  | Thí sinh | Thí sinh        | Số lượt bình chọn trực tiếp |  |
| VOCAL                                         | Công ty quản lý           | Thứ hạng | Họ tên          | Số lượt bình chọn trực tiếp |  |
| --------------------------------------------- | ------------------------- | -------- | --------------- | --------------------------- |  |
| "Monster" (2012) Ca sĩ: Big Bang              | Duble Kick Company        | 15       | Heo Chan-mi     | 149                         |  |
| "Monster" (2012) Ca sĩ: Big Bang              | Pledis Entertainment      | 31       | Kang Kyung-won  | 78                          |  |
| "Monster" (2012) Ca sĩ: Big Bang              | SS Entertainment          | 32       | Lee Su-hyun     | 127                         |  |
| "Monster" (2012) Ca sĩ: Big Bang              | Pledis Entertainment      | 42       | Kim Min-kyung   | 144                         |  |
| "Monster" (2012) Ca sĩ: Big Bang              | Fantagio                  | 45       | Lee Soo-min     | 164                         |  |
| "Monster" (2012) Ca sĩ: Big Bang              | Kconic Entertainment      | 47       | Lee Jin-hee     | 36                          |  |
|                                               |                           |          |                 |                             |  |
| "Haru Haru" (2000) Ca sĩ: Tashanie            | Starship Entertainment    | 12       | Yoo Yeon-jung   | 317                         |  |
| "Haru Haru" (2000) Ca sĩ: Tashanie            | Music K Entertainment     | 19       | Kim Ju-na       | 187                         |  |
| "Haru Haru" (2000) Ca sĩ: Tashanie            | DSP Media                 | 27       | Cho Si-yoon     | 23                          |  |
| "Haru Haru" (2000) Ca sĩ: Tashanie            | &August Entertainment     | 29       | Yoon Seo-hyung  | 34                          |  |
| "Haru Haru" (2000) Ca sĩ: Tashanie            | Fantagio                  | 50       | Chu Ye-jin      | 84                          |  |
| "Haru Haru" (2000) Ca sĩ: Tashanie            | Tipping Entertainment     | 55       | Ariyoshi Risa   | 45                          |  |
|                                               |                           |          |                 |                             |  |
| "Call me maybe" (2015) Ca sĩ: EXO             | Pledis Entertainment      | 18       | Jung Eun-woo    | 288                         |  |
| "Call me maybe" (2015) Ca sĩ: EXO             | Music Works               | 23       | Kim So-hee      | 189                         |  |
| "Call me maybe" (2015) Ca sĩ: EXO             | MAJESTY                   | 25       | An Ye-seul      | 292                         |  |
|                                               |                           |          |                 |                             |  |
| "Me gutas tu" (2015) Ca sĩ: GFriend           | Star Empire Entertainment | 22       | Han Hye-ri      | 164                         |  |
| "Me gutas tu" (2015) Ca sĩ: GFriend           | Pledis Entertainment      | 26       | Park Si-yeon    | 189                         |  |
| "Me gutas tu" (2015) Ca sĩ: GFriend           | Starship Entertainment    | 33       | Kim Tae-ha      | 81                          |  |
| "Me gutas tu" (2015) Ca sĩ: GFriend           | SS Entertainment          | 40       | Lee Hae-in      | 162                         |  |
| "Me gutas tu" (2015) Ca sĩ: GFriend           | Fantagio                  | 44       | Jeong Hae-rim   | 90                          |  |
|                                               |                           |          |                 |                             |  |
| "My best" (2011) Ca sĩ: Huh Gak ft. John Park | Show Works                | 36       | Hwang In-sun    | 127                         |  |
| "My best" (2011) Ca sĩ: Huh Gak ft. John Park | Kconic Entertainment      | 49       | Park Se-hee     | 100                         |  |
| "My best" (2011) Ca sĩ: Huh Gak ft. John Park | Midas Entertainment       | 52       | Kim Yeon-kyeong | 53                          |  |
| "My best" (2011) Ca sĩ: Huh Gak ft. John Park | Thực tập sinh tự do       | 55       | Song Hye-min    | 142                         |  |
| "My best" (2011) Ca sĩ: Huh Gak ft. John Park | Chungchun Music           | 59       | Kang Si-ra      | 337                         |  |
|                                               |                           |          |                 |                             |  |
| "Yanghwa Bridge" (2014) Ca sĩ: Zion.T         | Jellyfish Entertainment   | 1        | Kim Se-jeong    | 406                         |  |
| "Yanghwa Bridge" (2014) Ca sĩ: Zion.T         | Jellyfish Entertainment   | 9        | Kim Na-young    | 104                         |  |
| "Yanghwa Bridge" (2014) Ca sĩ: Zion.T         | DSP Media                 | 21       | Yoon Chae-kyung | 90                          |  |
| "Yanghwa Bridge" (2014) Ca sĩ: Zion.T         | M&H Entertainment         | 41       | Oh Seo-jung     | 67                          |  |

| RAP                                       | Thí sinh                  | Thí sinh | Thí sinh       | Số lượt bình chọn trực tiếp |  |
| RAP                                       | Công ty quản lý           | Thứ hạng | Họ tên         | Số lượt bình chọn trực tiếp |  |
| ----------------------------------------- | ------------------------- | -------- | -------------- | --------------------------- |  |
| "Rhythm ta" (2015) Ca sĩ: iKON            | MBK Entertainment         | 6        | Ki Hee-hyun    | 233                         |  |
| "Rhythm ta" (2015) Ca sĩ: iKON            | Choreokbaem Juna          | 17       | Ng Se Kai      | 256                         |  |
| "Rhythm ta" (2015) Ca sĩ: iKON            | Star Empire Entertainment | 60       | Kang Si-hyun   | 131                         |  |
|                                           |                           |          |                |                             |  |
| "You look good" (2011) Ca sĩ: Verbal Jint | Kconic Entertainment      | 34       | Kim Min-ji     | 129                         |  |
| "You look good" (2011) Ca sĩ: Verbal Jint | Kconic Entertainment      | 37       | Kim Hyung-eun  | 318                         |  |
| "You look good" (2011) Ca sĩ: Verbal Jint | Happy Face Entertainment  | 61       | Hwang A-young  | 139                         |  |
|                                           |                           |          |                |                             |  |
| "Turtle ship" (2015)                      | Cube Entertainment        | 10       | Jeon So-yeon   | 287                         |  |
| "Turtle ship" (2015)                      | Pledis Entertainment      | 28       | Kang Ye-bin    | N/A                         |  |
| "Turtle ship" (2015)                      | Happy Face Entertainment  | 56       | Hwang Soo-yeon | N/A                         |  |
| "Turtle ship" (2015)                      | Starship Entertainment    | 58       | Shim Chae-eun  | N/A                         |  |

| DANCE                                                          | Thí sinh                | Thí sinh | Thí sinh       | Số lượt bình chọn trực tiếp |  |
| DANCE                                                          | Công ty quản lý         | Thứ hạng | Họ tên         | Số lượt bình chọn trực tiếp |  |
| -------------------------------------------------------------- | ----------------------- | -------- | -------------- | --------------------------- |  |
| "Growl" (2013) Ca sĩ: EXO                                      | LOEN Entertainment      | 20       | Park So-yeon   | 190                         |  |
| "Growl" (2013) Ca sĩ: EXO                                      | 2able Company           | 43       | Park Hae-young | 91                          |  |
| "Growl" (2013) Ca sĩ: EXO                                      | Astory Entertainment    | 46       | Park Ga-eul    | 51                          |  |
| "Growl" (2013) Ca sĩ: EXO                                      | Thực tập sinh tự do     | 51       | Kim Min-jung   | 29                          |  |
| "Growl" (2013) Ca sĩ: EXO                                      | YAMA&HOTCHICKS Ent.     | 53       | Im Jung-min    | 60                          |  |
| "Growl" (2013) Ca sĩ: EXO                                      | Cani Star Entertainment | 54       | Park Ha-yi     | 62                          |  |
| "Growl" (2013) Ca sĩ: EXO                                      | MJ Entertainment        | 57       | Yoo Su-ah      | 84                          |  |
|                                                                |                         |          |                |                             |  |
| "Say my name" (1999) Ca sĩ: Destiny's Child                    | Jellyfish Entertainment | 5        | Kang Mi-na     | 269                         |  |
| "Say my name" (1999) Ca sĩ: Destiny's Child                    | Pledis Entertainment    | 24       | Im Na-young    | N/A                         |  |
| "Say my name" (1999) Ca sĩ: Destiny's Child                    | Thực tập sinh tự do     | 35       | Kim Si-hyeon   | N/A                         |  |
| "Say my name" (1999) Ca sĩ: Destiny's Child                    | Cube Entertainment      | 38       | Lee Yoon-seo   | N/A                         |  |
| "Say my name" (1999) Ca sĩ: Destiny's Child                    | Thực tập sinh tự do     | 39       | Kang Si-won    | N/A                         |  |
|                                                                |                         |          |                |                             |  |
| "Full moon" (2014) Ca sĩ: Sunmi                                | Pledis Entertainment    | 4        | Joo Kyul-kyung | 204                         |  |
| "Full moon" (2014) Ca sĩ: Sunmi                                | MBK Entertainment       | 8        | Jung Chae-yeon | 139                         |  |
| "Full moon" (2014) Ca sĩ: Sunmi                                | RedLine Entertainment   | 11       | Kim So-hye     | 225                         |  |
|                                                                |                         |          |                |                             |  |
| "Bang Bang" (2014) Ca sĩ: Jessie J, Ariana Grande, Nicki Minaj | JYP Entertainment       | 2        | Jeon So-mi     | 189                         |  |
| "Bang Bang" (2014) Ca sĩ: Jessie J, Ariana Grande, Nicki Minaj | Fantagio                | 3        | Choi Yoo-jung  | 191                         |  |
| "Bang Bang" (2014) Ca sĩ: Jessie J, Ariana Grande, Nicki Minaj | MBK Entertainment       | 7        | Kim Dani       | 19                          |  |
| "Bang Bang" (2014) Ca sĩ: Jessie J, Ariana Grande, Nicki Minaj | Fantagio                | 13       | Kim Do-yeon    | 101                         |  |
| "Bang Bang" (2014) Ca sĩ: Jessie J, Ariana Grande, Nicki Minaj | M&H Entertainment       | 14       | Kim Chung-ha   | 70                          |  |
| "Bang Bang" (2014) Ca sĩ: Jessie J, Ariana Grande, Nicki Minaj | Cube Entertainment      | 16       | Kwon Eun-bin   | 25                          |  |
| "Bang Bang" (2014) Ca sĩ: Jessie J, Ariana Grande, Nicki Minaj | Thực tập sinh tự do     | 30       | Kim Seo-kyung  | 41                          |  |

### Vòng đánh giá phong cách âm nhạc (Concept Evaluation)
| Tiết mục                                              | Thí sinh                  | Thí sinh | Thí sinh        | Thí sinh                      |
| Tiết mục                                              | Công ty quản lý           | Thứ hạng | Họ tên          | Vai trò                       |
| ----------------------------------------------------- | ------------------------- | -------- | --------------- | ----------------------------- |
| "24 hours" (EDM) Sáng tác: DJ KOO và DJ Maximite      | Show Works                | 31       | Hwang In-sun    | Trưởng nhóm/ Hát chính        |
| "24 hours" (EDM) Sáng tác: DJ KOO và DJ Maximite      | Jellyfish Entertainment   | 3        | Kang Mi-na      | Trung tâm/ Vocal              |
| "24 hours" (EDM) Sáng tác: DJ KOO và DJ Maximite      | Jellyfish Entertainment   | 5        | Kim Na-young    | Vocal                         |
| "24 hours" (EDM) Sáng tác: DJ KOO và DJ Maximite      | Pledis Entertainment      | 32       | Kang Ye-bin     | Vocal                         |
| "24 hours" (EDM) Sáng tác: DJ KOO và DJ Maximite      | Pledis Entertainment      | 6        | Joo Kyul-kyung  | Vocal                         |
| "24 hours" (EDM) Sáng tác: DJ KOO và DJ Maximite      | Thực tập sinh tự do       | 24       | Song Hye-min    | Vocal                         |
| "24 hours" (EDM) Sáng tác: DJ KOO và DJ Maximite      | Fantagio                  | 34       | Lee Soo-min     | Vocal                         |
|                                                       |                           |          |                 |                               |
| "Fingertips" (Girl Crush) Sáng tác: Ryan Jun          | MAJESTY                   | 26       | An Ye-seul      | Hát chính                     |
| "Fingertips" (Girl Crush) Sáng tác: Ryan Jun          | Jellyfish Entertainment   | 1        | Kim Se-jeong    | Trung tâm/ Vocal 1            |
| "Fingertips" (Girl Crush) Sáng tác: Ryan Jun          | M&H Entertainment         | 13       | Kim Chung-ha    | Vocal                         |
| "Fingertips" (Girl Crush) Sáng tác: Ryan Jun          | Choreokbaem Juna          | 28       | Ng Se Kai       | Vocal                         |
| "Fingertips" (Girl Crush) Sáng tác: Ryan Jun          | Pledis Entertainment      | 17       | Jung Eun-woo    | Vocal                         |
| "Fingertips" (Girl Crush) Sáng tác: Ryan Jun          | Pledis Entertainment      | 11       | Im Na-young     | Rapper                        |
| "Fingertips" (Girl Crush) Sáng tác: Ryan Jun          | MBK Entertainment         | 12       | Ki Hee-hyun     | Trưởng nhóm/ Rapper           |
|                                                       |                           |          |                 |                               |
| "Don't matter" (Hiphop) Sáng tác: San E               | Music K Entertainment     | 21       | Kim Ju-na       | Hát chính                     |
| "Don't matter" (Hiphop) Sáng tác: San E               | Kconic Entertainment      | 23       | Kim Hyung-eun   | Trưởng nhóm/ Trung tâm/ Vocal |
| "Don't matter" (Hiphop) Sáng tác: San E               | SS Entertainment          | 14       | Lee Hae-in      | Vocal                         |
| "Don't matter" (Hiphop) Sáng tác: San E               | SS Entertainment          | 35       | Lee Su-hyun     | Vocal                         |
| "Don't matter" (Hiphop) Sáng tác: San E               | Thực tập sinh tự do       | 27       | Kim Seo-kyung   | Vocal                         |
| "Don't matter" (Hiphop) Sáng tác: San E               | Cube Entertainment        | 25       | Kwon Eun-bin    | Vocal                         |
| "Don't matter" (Hiphop) Sáng tác: San E               | Cube Entertainment        | 19       | Jeon So-yeon    | Rapper                        |
|                                                       |                           |          |                 |                               |
| "Yum-yum" (Trap Pop) Sáng tác: DR                     | Duble Kick Company        | 33       | Heo Chan-mi     | Hát chính                     |
| "Yum-yum" (Trap Pop) Sáng tác: DR                     | JYP Entertainment         | 4        | Jeon So-mi      | Trung tâm/ Vocal              |
| "Yum-yum" (Trap Pop) Sáng tác: DR                     | Fantagio                  | 2        | Choi Yoo-jung   | Vocal                         |
| "Yum-yum" (Trap Pop) Sáng tác: DR                     | Pledis Entertainment      | 20       | Park Si-yeon    | Vocal                         |
| "Yum-yum" (Trap Pop) Sáng tác: DR                     | MBK Entertainment         | 9        | Jung Chae-yeon  | Vocal                         |
| "Yum-yum" (Trap Pop) Sáng tác: DR                     | MBK Entertainment         | 18       | Kim Dani        | Rapper                        |
| "Yum-yum" (Trap Pop) Sáng tác: DR                     | LOEN Entertainment        | 30       | Park So-yeon    | Trưởng nhóm/ Rapper           |
|                                                       |                           |          |                 |                               |
| "At the same place" (Girlish Pop) Sáng tác: Jin-young | Starship Entertainment    | 10       | Yoo Yeon-jung   | Hát chính                     |
| "At the same place" (Girlish Pop) Sáng tác: Jin-young | Chungchun Music           | 29       | Kang Si-ra      | Trưởng nhóm/ Vocal            |
| "At the same place" (Girlish Pop) Sáng tác: Jin-young | Music Works               | 8        | Kim So-hee      | Vocal                         |
| "At the same place" (Girlish Pop) Sáng tác: Jin-young | Star Empire Entertainment | 16       | Han Hye-ri      | Vocal                         |
| "At the same place" (Girlish Pop) Sáng tác: Jin-young | Fantagio                  | 7        | Kim Do-yeon     | Trung tâm/ Vocal              |
| "At the same place" (Girlish Pop) Sáng tác: Jin-young | DSP Media                 | 15       | Yoon Chae-kyung | Vocal                         |
| "At the same place" (Girlish Pop) Sáng tác: Jin-young | RedLine Entertainment     | 11       | Kim So-hye      | Vocal                         |

### Vòng trình diễn ra mắt (Debut Evaluation Performances)
Thí sinh được ra mắt với I.O.I
| Tiết mục     | Tiết mục | Thí sinh                  | Thí sinh              | Thí sinh                | Thí sinh              | Thí sinh    |
| Sản xuất     | Bài hát  | Công ty quản lý           | Họ tên ( Team White ) | Công ty quản lý         | Họ tên ( Team Black ) | Vai trò     |
| ------------ | -------- | ------------------------- | --------------------- | ----------------------- | --------------------- | ----------- |
| Ryan S. Jhun | "CRUSH"  | Jellyfish Entertainment   | Kim Se-jeong          | Starship Entertainment  | Yoo Yeon-jung         | Hát chính   |
| Ryan S. Jhun | "CRUSH"  | JYP Entertainment         | Jeon So-mi            | Pledis Entertainment    | Jung Eun-woo          | Sub vocal 1 |
| Ryan S. Jhun | "CRUSH"  | M&H Entertainment         | Kim Chung-ha          | Music Works             | Kim So-hee            | Sub vocal 2 |
| Ryan S. Jhun | "CRUSH"  | Pledis Entertainment      | Joo Kyul-kyung        | MBK Entertainment       | Jung Chae-yeon        | Sub vocal 3 |
| Ryan S. Jhun | "CRUSH"  | Chungchun Music           | Kang Si-ra            | Jellyfish Entertainment | Kang Mi-na            | Sub vocal 4 |
| Ryan S. Jhun | "CRUSH"  | Jellyfish Entertainment   | Kim Na-young          | SS Entertainment        | Lee Hae-in            | Sub vocal 5 |
| Ryan S. Jhun | "CRUSH"  | Fantagio                  | Choi Yoo-jung         | DSP Media               | Yoon Chae-kyung       | Sub vocal 6 |
| Ryan S. Jhun | "CRUSH"  | Star Empire Entertainment | Han Hye-ri            | Fantagio                | Kim Do-yeon           | Sub vocal 7 |
| Ryan S. Jhun | "CRUSH"  | RedLine Entertainment     | Kim So-hye            | SS Entertainment        | Lee Su-hyun           | Sub vocal 8 |
| Ryan S. Jhun | "CRUSH"  | Cube Entertainment        | Jeon So-yeon          | MBK Entertainment       | Ki Hui-hyeon          | Rapper 1    |
| Ryan S. Jhun | "CRUSH"  | Pledis Entertainment      | Im Na-young           | LOEN Entertainment      | Park So-yeon          | Rapper 2    |

- In đậm biển hiện center của tiết mục.